# Міражі кохання
«Міражи кохання» (араб: - سراب الحب -) — радянсько-сирійський художній фільм 1986 року режисера Толомуша Океєва про долю середньовічного східного майстра. Фільм був представлений на XX-му Всесоюзному кінофестивалі (1987), відзначений призом «Золота шабля» Міжнародного кінофестивалю в Дамаску.

## Сюжет
Бухара часів середньовіччя. Поважний майстер гончарного ремесла Муфаззал мав кілька дружин, але жодна з них не змогла народити йому сина, якому він зміг би передати своє мистецтво. Побачивши на базарі юну рабиню — прекрасну Алтинбюбю, привезену з далеких берегів Іссик-Куля, Муфаззал зрозумів, що саме вона повинна народити йому сина, і пообіцяв дівчині свободу, якщо вона народить спадкоємця. Народився Мані, і Алтинбюбю покинула будинок господаря. У дванадцять років освоївши всі тонкощі гончарного ремесла, Мані знайшов не тільки шанувальників свого мистецтва, але й затятих заздрісників. Але Мані не відступився від свого покликання… Молодий майстер вирішив відшукати однорукого художника Шавката, щоб той навчив його творити лівою рукою. Завдяки наполегливості, терпінню і каторжній роботи Мані створює на диво прекрасні твори мистецтва. Але весь час він прагне туди, куди пішла його мати, звідки і він родом — до берегів Іссик-Куля.

## У ролях
- Ходжадурди Нарлієв — Муфаззал, майстер гончарного ремесла
- Асель Ешимбекова — Алтинбюбю
- Алі Мухаммад — Зуфунун-Садр
- Фархад Мірзоєв — Мані-хлопчик
- Дін Махаматдінов — Мані-юнак
- Ранія Ал-Халак — Азіза-дівчинка
- Фіруз Ал-Адах — Азіза-дівчина
- Дільбар Умарова — Раджабгуль-бібі, старша дружина
- Фаррух Касимов — Хасан-Тайєр
- Хуррам Касимов — Хусейн-Тайєр
- Досхан Жолжаксинов — Ходжа Зульфікар
- Едільбек Чокубаєв — Ершанилди
- Махмуд Жаркас — Шавкат
- Елла Болдонова — дружина чабана
- Токон Дайирбеков — чабан
- Шаріф Кабулов — вождь барласів
- Ментай Утепбергенов — епізод
- Марат Хасанов — епізод
- Артик Кадиров — епізод
- Гульнара Чокубаєва — епізод
- Заріна Хушвахтова — епізод
- Зухра Заробєкова — епізод
- Мехрангіз Гасанова — епізод
- Мадіна Махмудова — епізод
- Гульсара Абдуллаєва — епізод
- Елгуджа Бурдулі — епізод
- Мушарафа Касимова — епізод
- Хашим Рахімов — епізод
- Імаш Ешимбєков — епізод
- Мамдух Аль-Атраш — епізод
- Фадул Вафам — епізод
- Мухамед Каргелі — епізод
- Мухамед Саїд — епізод
- Муна Абдулла — епізод
- Гада Башшур — епізод

## Знімальна група
- Режисер — Толомуш Океєв
- Сценаристи — Тимур Зульфікаров, Толомуш Океєв
- Оператор — Нуртай Борбієв
- Композитор — Руміль Вільданов
- Художники — Рустем Одінаєв, Сергій Романкулов